# Ancylonotopsis benjamini
Ancylonotopsis benjamini là một loài bọ cánh cứng trong họ Cerambycidae.